# Грунчакова, Виктория
Виктория Грунчакова (словац. Viktória Hrunčáková, в девичестве Кужмова словац. Kužmová; родилась 11 мая 1998 года в Кошице, Словакия) — словацкая теннисистка; полуфиналистка одного турнира Большого шлема в парном разряде (Открытый чемпионат США-2019); победительница пяти турниров WTA в парном разряде; финалистка Кубка Билли Джин Кинг (2024) в составе сборной Словакии.
В юниорах: победительница одного юниорского турнира Большого шлема в парном разряде (Открытый чемпионат США-2015); финалистка одного юниорского турнира Большого шлема в одиночном разряде (Открытый чемпионат США-2016).

## Общая информация
Виктория — старшая из двух дочерей Радована Кужмы и Ингрид Кужмовой; её сестру зовут Катарина, она моложе на три года, и тоже профессиональная теннисистка.
Словачка на корте с четырёх лет, любимое покрытие — хард. Тренируется в Словацком национальном теннисном центре.

## Спортивная карьера

### Юниорские годы
Виктория результативно проявляла себе уже в юниорские годы; постепенно набираясь опыта игры на различных национальных и международных турнирах она незадолго до своего четырнадцатого дня рождения дебютировала в старшем туре. С 2014 года она всё чаще появляется в сетках соревнований высших категории, то там, то здесь отмечаясь победами над сеянным игроками. В августе 2014 года участвует в летних юношеских Олимпийских играх. В сентябре 2014 года пришёл первый крупный успех в паре: вместе с соотечественницей Кристиной Шмидловой Кужмова выходит в полуфинал Открытого чемпионата США, а следом Виктория участвует в финальной стадии Кубка Федерации среди шестнадцатилетних, помогая своей команде выйти в финал. Через год основной упор был сделан на небольшие взрослые соревнования, а ограниченная программа в юниорском туре принесла выход в полуфинал одиночного турнира Уимблдона и титул в парном соревновании Открытого чемпионата США, где ей ассистировала россиянка Александра Поспелова. В 2016 году соотношение игр в юниорском и взрослом туре сохранилось, а пик выступлений среди одногодок вновь пришёлся на североамериканский турнир Большого шлема, где Кужмова в этот раз добралась до финала одиночного турнира, уступив титул Кайле Дэй.

### Взрослая карьера
Одиночная карьера в профессиональном туре
Словачка впервые отметилась во взрослом туре осенью 2013 года, сыграв несколько небольших соревнований федерации в Турции. Некоторое время её календарь строился с привязкой к сериям соревнований, несколько недель подряд игравшихся в одном теннисном клубе на одной из окраин Европы, но к 2016 году календарь стал более разнообразен: Виктория постепенно поднялась в Top300, выиграла первый 25-тысячник. Качество результатов продолжает расти и дальше: словачка появляется в сетках всё более статусных соревнований, пробует играть квалификации турниров WTA и соревнований Большого шлема. В июле 2017 года впервые обыгран действующий игрок Top100 (Ирину-Камелию Бегу на турнире в Будапеште), а в сентябре Кужмова добивается права сыграть в основе взрослого Открытого чемпионата США.
В декабре 2018 года участвовала в финале турнира ITF в Дубай (ОАЭ), но проиграла китаянке Шуан Пэй. В январе 2019 года дошла до полуфинала турнира в Окленде (Новая Зеландия), но проиграла в двух сетах Юлии Гёргес из Германии.
В апреле — мае 2019 года Кужмова вместе с Анной Калинской из России принимали участие в парном разряде турнира в Праге, где дошли до финала и обыграли пару Николь Мелихар (США) и Квита Пешке (Чехия) в упорнейшем драматичном поединке, где судьба титула решилась в чемпионском тай брейке. Первый сет выиграли Пешке и Мелихар со счётом 6-4, второй остался за Кужмовой и Калинской 7-5 и в тай брейке удача вновь была на стороне россиянки и словачки и они выиграли со счётом 10-7 и завоевали титул.
На Открытом чемпионате США 2019 года проиграла в первом раунде Алисон Ван Эйтванк в двух сетах.
Парная карьера в профессиональном туре
Выступления в парном разряде во взрослом туре были менее часты и приоритетны, чем в юниорские годы, а рост результатов в одиночном разряде и вовсе всё больше урезал расписание. Первый титул пришёл в 2015 году, благодаря победе на небольшом турнире в Греции; год спустя был выигран первый 25-тысячник — Виктория и Далма Галфи стали лучшими на одном из турниров австралийской серии. В том же году словачка впервые сыграла в рамках турнира WTA, вместе с Яной Чепеловой выйдя на корт на полудомашнем турнире в Праге.
Сборная и национальные турниры
Виктория регулярно играла за различные национальные сборные уже в юниорские годы, а дебют во взрослом Кубке Федерации произошёл незадолго до двадцатого дня рождения: в матче против сборной России, где словачки победили по итогам четырёх матчей, а Кужмова принесла команде победное очко.

## Итоговое место в рейтинге WTA по годам
| Год  | Одиночный рейтинг | Парный рейтинг |
| 2024 | 241               | 159            |
| 2023 | 117               | 78             |
| 2022 | 146               | 89             |
| 2021 | 174               | 57             |
| 2020 | 96                | 29             |
| 2019 | 52                | 29             |
| 2018 | 56                | 127            |
| 2017 | 132               | 554            |
| 2016 | 225               | 441            |
| 2015 | 440               | 840            |
| 2014 | 703               |                |

## Выступления на турнирах

### Финалы турнировITFв одиночном разряде (30)

#### Победы (17)
| Легенда:                    |
| --------------------------- |
| 100.000 USD (2+1)*          |
| 80.000 (75.000)** USD (0)   |
| 60.000 (50.000)** USD (1+2) |
| 40.000 USD (1+1)            |
| 25.000 USD (5+3)            |
| 15.000 (10.000)** USD (8+2) |

** призовой фонд до 2017 года
| Титулы по покрытиям | Титулы по месту проведения матчей турнира |
| ------------------- | ----------------------------------------- |
| Хард (9+7)          | Зал (1+2)                                 |
| Грунт (4+1)         | Зал (1+2)                                 |
| Трава (1)           | Открытый воздух (16+7)                    |
| Ковёр (3+1)         | Открытый воздух (16+7)                    |

* количество побед в одиночном разряде + количество побед в парном разряде.
| №   | Дата             | Турнир                          | Покрытие   | Соперница в финале       | Счёт        |
| 1.  | 19 октября 2014  | Ираклион, Греция                | Хард       | Барбара Хаас             | 6-4 6-3     |
| 2.  | 12 апреля 2015   | Ираклион, Греция                | Хард       | Валентини Грамматикопулу | 6-3 6-4     |
| 3.  | 10 мая 2015      | Анталья, Турция                 | Хард       | Алёна Сотникова          | 6-3 7-6(5)  |
| 4.  | 27 сентября 2015 | Шарм-эш-Шейх, Египет            | Хард       | Фрея Кристи              | 7-6(4) 7-5  |
| 5.  | 4 октября 2015   | Шарм-эш-Шейх, Египет            | Хард       | Лу Цзяси                 | 6-2 6-1     |
| 6.  | 6 марта 2016     | Шарм-эш-Шейх, Египет            | Хард       | Варвара Флинк            | 4-6 6-2 6-1 |
| 7.  | 2 июля 2016      | Баня-Лука, Босния и Герцеговина | Грунт      | Манца Пислак             | 6-0 6-1     |
| 8.  | 10 июля 2016     | Ниш, Сербия                     | Грунт      | Мира Антонич             | 6-1 6-2     |
| 9.  | 18 сентября 2016 | Лаббок, США                     | Хард       | Фрея Кристи              | 6-0 7-5     |
| 10. | 12 марта 2017    | Милдьюра, Австралия             | Трава      | Кэти Боултер             | 6-2 6-4     |
| 11. | 22 июля 2017     | Имола, Италия                   | Ковёр      | Стефания Рубини          | 6-3 6-3     |
| 12. | 18 марта 2018    | Шэньчжэнь, Китай                | Хард       | Анна Калинская           | 7-5 6-3     |
| 13. | 20 мая 2018      | Трнава, Словакия                | Грунт      | Вероника Сепеде Роиг     | 6-4 1-6 6-1 |
| 14. | 15 июля 2018     | Будапешт, Венгрия               | Грунт      | Екатерина Александрова   | 6-3 4-6 6-1 |
| 15. | 17 марта 2024    | Соларино, Италия                | Ковёр      | Робин Андерсон           | 6-2 6-3     |
| 16. | 31 марта 2024    | Мурска-Собота, Словения         | Хард (зал) | Валерия Савиных          | 6-0 6-3     |
| 17. | 14 июля 2024     | Дон-Бенито, Испания             | Ковёр      | Наталья Стеванович       | 6-2 3-6 6-4 |

#### Поражения (13)
| №   | Дата            | Турнир                      | Покрытие   | Соперница в финале | Счёт           |
| 1.  | 7 февраля 2016  | Анталья, Турция             | Грунт      | Анна Шефер         | 6-2 2-6 0-6    |
| 2.  | 10 апреля 2016  | Анталья, Турция             | Хард       | Виктория Томова    | 6-7(5) 2-6     |
| 3.  | 2 октября 2016  | Брисбен, Австралия          | Хард       | Лизетта Кабрера    | 2-6 4-6        |
| 4.  | 16 октября 2016 | Кэрнс, Австралия            | Хард       | Оливия Роговска    | 1-6 5-7        |
| 5.  | 26 февраля 2017 | Перт, Австралия             | Хард       | Дестани Айява      | 1-6 1-6        |
| 6.  | 9 апреля 2017   | Стамбул, Турция             | Хард (зал) | Виктория Томова    | 4-6 6-4 2-6    |
| 7.  | 12 августа 2017 | Чизик, Великобритания       | Хард       | Виталия Дьяченко   | 3-6 4-6        |
| 8.  | 15 декабря 2018 | Дубай, ОАЭ                  | Хард       | Пэн Шуай           | 3-6 0-6        |
| 9.  | 12 июня 2022    | Пёрчах-ам-Вёртерзе, Австрия | Грунт      | Лаура Зигемунд     | 2-6 2-6        |
| 10. | 27 ноября 2022  | Ортизеи, Италия             | Хард (зал) | Ана Конюх          | 6-3 5-7 6-7(2) |
| 11. | 22 января 2023  | Таллин, Эстония             | Хард (зал) | Зейнеп Сёнмез      | 6-7(5) 6-3 3-6 |
| 12. | 16 февраля 2025 | Бирмингем, Великобритания   | Хард (зал) | Клерви Нгунуэ      | 6-4 2-6 3-6    |
| 13. | 16 марта 2025   | Соларино, Италия            | Ковёр      | Джоанна Гарленд    | 6-7(4) 2-6     |

### Финалы турнировWTAв парном разряде (9)

#### Победы (5)
| Легенда:                                   |
| ------------------------------------------ |
| Турниры Большого шлема (0)*                |
| Олимпиада (0)                              |
| Итоговый турнир WTA (0)                    |
| Premier Mandatory / WTA 1000 Mandatory (0) |
| Premier 5 / WTA 1000 (0)                   |
| Premier / WTA 500 (0)                      |
| International / WTA 250 (0+5)              |

| Титулы по покрытиям | Титулы по месту проведения матчей турнира |
| ------------------- | ----------------------------------------- |
| Хард (0+3)*         | Зал (0+2)                                 |
| Грунт (0+2)         | Зал (0+2)                                 |
| Трава (0)           | Открытый воздух (0+3)                     |
| Ковёр (0)           | Открытый воздух (0+3)                     |

* количество побед в одиночном разряде + количество побед в парном разряде.
| №  | Дата            | Турнир                 | Покрытие   | Партнёр           | Соперник в финале                   | Счёт              |
| 1. | 3 мая 2019      | Прага, Чехия           | Грунт      | Анна Калинская    | Николь Мелихар Квета Пешке          | 4-6 7-5 [10-7]    |
| 2. | 21 июля 2019    | Бухарест, Румыния      | Грунт      | Кристина Плишкова | Жаклин Кристиан Елена-Габриэла Русе | 6-4 7-6(3)        |
| 3. | 7 марта 2021    | Лион, Франция          | Хард (зал) | Аранча Рус        | Эжени Бушар Ольга Данилович         | 3-6 7-5 [10-7]    |
| 4. | 12 февраля 2023 | Линц, Австрия          | Хард (зал) | Натела Дзаламидзе | Надежда Киченок Анна-Лена Фридзам   | 4-6 7-5 [12-10]   |
| 5. | 7 января 2024   | Окленд, Новая Зеландия | Хард       | Анна Данилина     | Мария Боузкова Бетани Маттек-Сандс  | 6-3 6-7(5) [10-8] |

#### Поражения (4)
| №  | Дата           | Турнир                  | Покрытие   | Партнёр           | Соперник в финале                     | Счёт       |
| 1. | 3 февраля 2019 | Санкт-Петербург, Россия | Хард (зал) | Анна Калинская    | Маргарита Гаспарян Екатерина Макарова | 5-7 5-7    |
| 2. | 7 февраля 2021 | Мельбурн, Австралия     | Хард       | Анна Калинская    | Сюко Аояма Эна Сибахара               | 3-6 4-6    |
| 3. | 18 июля 2021   | Прага, Чехия            | Хард       | Нина Стоянович    | Мария Боузкова Луция Градецкая        | 6-7(3) 4-6 |
| 4. | 17 июня 2023   | Хертогенбос, Нидерланды | Трава      | Тереза Мигаликова | Сюко Аояма Эна Сибахара               | 3-6 3-6    |

### Финалы турнировITFв парном разряде (14)

#### Победы (9)
| №  | Дата             | Турнир                 | Покрытие   | Партнёрша          | Соперницы в финале                   | Счёт                 |
| 1. | 18 октября 2015  | Ираклион, Греция       | Хард       | Ралука Шербан      | Келли Верстег Стеффи Дистельманс     | 6-2 6-0              |
| 2. | 31 января 2016   | Анталья, Турция        | Грунт      | Петра Убералова    | Лина Джёрческая Йоана Лоредана Рошка | 7-6(3) 6-7(6) [10-5] |
| 3. | 9 октября 2016   | Тувумба, Австралия     | Хард       | Дальма Гальфи      | Тереза Мигаликова Габриэла Се        | 6-4 7-6(4)           |
| 4. | 16 сентября 2017 | Батуми, Грузия         | Хард       | Исалин Бонавентюре | Татия Микадзе София Шапатава         | 6-1 6-3              |
| 5. | 18 марта 2018    | Шэньчжэнь, Китай       | Хард       | Анна Калинская     | Ван Синьюй Данка Ковинич             | 6-4 1-6 [10-7]       |
| 6. | 31 марта 2018    | Круасси-Бобур, Франция | Хард (зал) | Анна Калинская     | Петра Крейсова Йесика Малечкова      | 7-6(5) 6-1           |
| 7. | 28 ноября 2021   | Дубай, ОАЭ             | Хард       | Анна Данилина      | Ангелина Габуева Анастасия Захарова  | 4-6 6-3 [10-2]       |
| 8. | 28 апреля 2024   | Напареули, Грузия      | Хард       | Тереза Валентова   | Урсула Радваньская Наги Ханатани     | 6-2 6-1              |
| 9. | 16 марта 2025    | Соларино, Италия       | Ковёр      | Катарина Кужмова   | София Костулас Катарина Хобгарски    | 6-7(4) 6-4 [10-5]    |

#### Поражения (5)
| №  | Дата            | Турнир                          | Покрытие   | Партнёрша          | Соперницы в финале                           | Счёт              |
| 1. | 29 марта 2015   | Ираклион, Греция                | Хард       | Петра Роганова     | Валентини Грамматикопулу Анастасия Комардина | 5-7 2-6           |
| 2. | 2 июля 2016     | Баня-Лука, Босния и Герцеговина | Грунт      | Юлия Стаматова     | Барбара Котелешова Манца Пислак              | 7-6(5) 4-6 [5-10] |
| 3. | 21 августа 2016 | Словенска-Люпча, Словакия       | Грунт      | Барбара Котелешова | Петра Крейсова Шанталь Шкамлова              | 2-6 1-6           |
| 4. | 20 ноября 2022  | Братислава, Словакия            | Хард (зал) | Катарина Кужмова   | Рената Ворачова Йесика Малечкова             | 6-2 5-7 [11-13]   |
| 5. | 16 февраля 2025 | Бирмингем, Великобритания       | Хард (зал) | Алиция Росольская  | Матильда Жорже Франсиска Жорже               | 2-6 6-4 [5-10]    |

### Финалы командных турниров (1)

#### Поражение (1)
| №  | Год  | Турнир                | Место проведения | Покрытие   | Команда                                                                     | Соперницы в финале                                                     | Счёт |
| -- | ---- | --------------------- | ---------------- | ---------- | --------------------------------------------------------------------------- | ---------------------------------------------------------------------- | ---- |
| 1. | 2024 | Кубок Билли Джин Кинг | Малага, Испания  | Хард (зал) | Словакия В.Грунчакова, Т. Михаликова, А. Шмидлова, Р. Шрамкова, Р. Ямрихова | Италия Л. Бронцетти, Э. Коччаретто, Ж. Паолини, М. Тревизан, С. Эррани | 0-2  |